# Un chasseur de lions
Un chasseur de lions est un roman d'Olivier Rolin publié le 21 août 2008 aux éditions du Seuil. Il a fait partie des quinze romans en lice pour le prix Goncourt mais aussi le prix Médicis et le prix Renaudot.

## Résumé
Ce livre raconte la vie romancée d'un pittoresque aventurier français, Eugène Pertuiset, dont le narrateur a découvert l'existence dans un livre acheté en Patagonie il y a 25 ans, et du milieu artistique du Paris des Grands boulevards à la fin du XIXe siècle. Pertuiset, qui vécut en Afrique où il chassait le lion, était un ami d'Édouard Manet qui fit de lui un tableau en 1881. Le fantasque Pertuiset se met un jour en tête qu'il possède des dons de magnétisme dont il use sur sa maitresse du moment Clochette de Miraflores, une chanteuse lyrique demi-mondaine avec laquelle il entretient une relation à Lima au Pérou. Celle-ci pour se débarrasser de son amant balourd, lui fait croire lors d'une séance que les Incas ont caché leurs légendaires trésors d'or en Terre de Feu. Pertuiset de retour en France monte une expédition hétéroclite composée d'ex-communards, de militaires, de repris de justice, et de baroudeurs en tous genres qui s'embarque pour Punta Arenas. Le fiasco est évidemment total et le retour piteux.

## Éditions
- Olivier Rolin, Un chasseur de lions, éditions du Seuil, Paris, 2008, 234 p.,  (ISBN 9782020846493), (BNF 41323323).
- Olivier Rolin, Un chasseur de lions, Points, Paris, 2009, 234 p.,  (ISBN 9782757814604), (BNF 42080213).